# ستاره سیب‌زمینی ۲۰۱۳کیوآر۳
ستاره سیب‌زمینی ۲۰۱۳کیوآر۳(انگلیسی: Potato Star 2013QR3) یک مجموعه تلویزیونی کره جنوبی است که از ۲۳ سپتامبر ۲۰۱۳ تا ۱۵ مه ۲۰۱۴ از دوشنبه تا پنجشنبه ساعت ۲۰:۵۰ در ۱۲۰ قسمت از تی‌وی‌اِن پخش شد.